# 1番持ち寄りバラエティ 我がMAX
『1番持ち寄りバラエティ 我がMAX』（いちばんもちよりバラエティ わがマックス）は、日本テレビ系列で不定期で放送されるバラエティ番組。

## 出演者
MC
- 設楽統（バナナマン）

アシスタント
- 石川みなみ（日本テレビアナウンサー）

## 放送リスト
| 回 | 放送日時                    | パネラー                                                                  | プレゼンター                                                           | 備考                 | 視聴率 |
| -- | --------------------------- | ------------------------------------------------------------------------- | ---------------------------------------------------------------------- | -------------------- | ------ |
| 1  | 2021年10月3日 12:45 - 13:45 | 水道橋博士（浅草キッド）、山崎弘也（アンタッチャブル）、渋谷凪咲（NMB48） |                                                                        | 『サンバリュ』枠。   |        |
| 2  | 2022年2月5日 13:30 - 15:00  | 陣内智則、滝沢カレン、宮田俊哉、原田龍二、ジェラードン                    |                                                                        |                      |        |
| 3  | 2022年7月11日 23:59 - 24:54 | 吉村崇（平成ノブシコブシ）、向井慧（パンサー）、山之内すず                | 中澤佑二、長谷川穂積、武井壮、田中史朗、SUSURU、倉本康子、大和イチロウ | 『プラチナイト』枠。 |        |
| 4  | 2023年2月22日 19:00 - 21:00 | 大久保佳代子、岸井ゆきの、滝沢カレン、生瀬勝久、向井慧                    | 関根勤、吉田豪、遠藤章造、吉岡正晴、ナヲ、みの                         | [ 1 ]                |        |

## スタッフ
- 企画・演出：田村幸大
- ナレーター：服部潤（第1,3回-）
- 構成：鈴木遼、芦沢忠助教授、高柳浩平
- TM：望月達史
- SW：岩永雄允（第3回-、第1回はカメラ）
- カメラ：大庭茂嗣（第2回-）
- MIX：小原正広
- VE：向山江梨佳（第2,4回）
- 照明：栗山真純（第4回）
- 美術：葛西剛太（第3回-）
- デザイン：熊崎真知子、山本莉子（山本→第4回）
- 技術協力：NiTRO
- 美術協力：日本テレビアート
- 音効：竹中幸治
- TK：井﨑綾子
- タイトル：津島美樹
- 編集：加納敏行（イカロス）
- MA：梶山恭一（イカロス、第3回-）
- 協力：Getty Images、AP/AFP、Getty Images/日刊スポーツ、毎日新聞社、Kodansha、BBC MotionGallery/Getty Image、ElliottLandy/MagnumPhotos、VanParys/CameraPress、Shutterstock、イメージマート、アフロ、PIXTA、RBB Media、ARD-aktuelldistributedby OneGateMediaGmbH.A Studio HamburgCompany、StreamlineFilms,Inc、JapanDayProject/RodrigoReyes Marin（アフロ→第1回-、イメージ→第2,4回、Shutter→第3回-、第3回はシャッターストック名義、その他→第4回）
- リサーチ：三澤一樹、伊藤柊世（伊藤→第2回-、全員フォーミュレーション）
- ラインプロデューサー：寺内基子
- 制作デスク：府川麻衣子
- チーフディレクター：堺大輔（第4回、第3回まではディレクター）
- ディレクター：髙木佳織、山本千晶、西岡正純、宮本将孝、関野政昭、伊東若菜、小坂彩智乃（伊東→第1,3回-、髙木→第3回-、西岡・宮本・関野・小坂→第4回）
- プロデューサー：天野英明（第3回-）、池山愛奈、横山貴子、熊田靖士（池山・熊田→第4回）
- チーフプロデューサー：島田総一郎
- 制作協力：クリエイティブ30
- 製作著作：日本テレビ

### 過去のスタッフ
- ナレーター：服部伴蔵門（第2回）
- SW：鎌倉和由（第1,2回）
- VE：橋詰聖仁（第1回）、三崎美貴（第3回）
- 照明：加藤恵介（第1回）、藤山真緒（第2,3回）
- 美術：滋田由布子（第1,2回）
- デザイン：佐藤香穂里（第3回）
- MA：飯塚雄一（第1,2回）
- 協力：日本カメラ博物館、絵葉書資料館（共に第1回）、ゲッティ、ロイター、日刊スポーツ、AFP、AP（共に第3回）
- リサーチ：今井紳介（第1,2回、フォーミュレーション）
- ラインプロデューサー：白井夕貴（第1回）、奥河内都（第3回）
- ディレクター：島本敬之、大山隆浩、壁下真紀子（共に第3回まで）、長江麻衣、勝田凛（共に第2回）
- プロデューサー：黒川高（第1,2回）
- 統轄プロデューサー：矢野尚子（第1,2回）、河野雄平（第3回）